# Görel Cavalli-Björkman
Görel Cavalli-Björkman, född Thunholm 15 december 1941, är en svensk konsthistoriker och författare.
Cavalli-Björkman studerade konsthistoria vid Stockholms universitet i början på 1960-talet och blev då del i en akademikerkrets kring Ludvig Rasmusson med andra senare kända namn som Ursula och Lars Sjöberg, Olle Granath och Orvar Löfgren. Hon disputerade 1972 vid Stockholms universitet på en avhandling om miniatyrmålaren Pierre Signac. Hon blev docent i konstvetenskap 1978.
Cavalli-Björkman var amanuens vid Riksarkivet 1965–1968 och anställdes 1972 vid Nationalmuseum där hon 1982 blev förste intendent och 1988 föreståndare för avdelningen för måleri och skulptur. Hon var Nationalmuseums forskningschef 1987–2007 och tilldelades professors namn 2006. Under åren har Cavalli-Björkman dessutom haft uppdrag som ledamot av Thielska Galleriets styrelse (1981–1988), Statens Konstråd 1980–1988 och Stockholms Skönhetsråd. Hon har även varit ordförande i ICFA (International Committee of Fine Arts).
Görel Cavalli-Björkman är ledamot av Kungliga Vetenskapsakademien. Hon var 1963–1982 gift med bankdirektör Nils Cavalli-Björkman och från 1985 med professorn i konstvetenskap Per Bjurström (1928–2017).
Hon är dotter till bankmannen Lars-Erik Thunholm och hans första maka May, född Bruzelli.

## Verk i urval
Skrifter
- Pierre Signac, en studie i svenskt emalj- och miniatyrmåleri, 1972.
- Rubens i Sverige, 1977.
- Svenskt Miniatyrmåleri, 1981.
- Dutch & Flemish Paintings, I, 1986.
- Carl Larsson, Porträttmålaren, 1987.
- Den svarta Madonnan, 1996.
- Dutch & Flemish Paintings, II, 2005.
- Dutch & Flemish Paintings, III, 2010.
- Eva Bonnier, Ett konstnärsliv, Albert Bonniers förlag (2013)
- Falskt eller Äkta, Langenskiölds Förlag (2017)
- Kvinna i Avantgardet, Sigrid Hjertén, liv och verk, Albert Bonniers Förlag (2017)
- Bilden av Maria Magdalena, Från Giotto till Cézanne, Votum förlag (2020)

Utställningar med kataloger
- Svenskt miniatyrmåleri, 1973.
- Kvinnor som målat, 1975.
- Rubens i Sverige, 1977
- Myter, 1983.
- En ny Värld, Amerikanskt landskapsmåleri, 1986.
- Tizians och Rubens Backanaler, 1987.
- Mariabilder, 1988.
- Cranach och den tyska renässansen, 1988.
- Rembrandt och hans tid, 1992.
- Stilleben, 1995.
- Cezanne i blickpunkten, 1997.
- Falskt & Äkta, 2004.
- Holländsk Guldålder, 2005.
- Blomsterspråk, 2007.
- Rubens & Van Dyck, 2010
- Sigrid Hjertén, En mästerlig kolorist, 2018

## Priser och utmärkelser
- Samfundet De Nio, Lotten von Kræmers pris 2017
- Svenska Akademien, Axel Hirschs pris, 2018[6] (tillsammans med Gunnar Petri)